# Michael M. Gilday
Michael M. Gilday (n. 1962) es un militar estadounidense y 32.º jefe de Operaciones Navales desde 2019 hasta 2023.

## Biografía
Se graduó de oficial en la Academia Naval de los Estados Unidos en 1985.
Fue comandante de los destructores USS Higgins (DDG-76) y USS Benfold (DDG-65), el escuadrón de destructores n.º 7 y el grupo de batalla de portaaviones n.º 8. Luego fue comandante de la 10.ª Flota.
En 2019 se convirtió en el 32.º jefe de Operaciones Navales, cargo que asumió el 22 de agosto; sucediendo al almirante John M. Richardson.